# Cribrarula
Cribrarula é um gênero de caracóis do mar, moluscos gastrópodes marinhos da família Cypraeidae, os búzios.

## Espécies
As espécies do gênero Cribrarula incluem:
- Cribrarula angelae (Moretzsohn & Beals, 2009)[2]
- Cribrarula catholicorum (Schilder & Schilder, 1938)
- Cribrarula cribellum (Gaskoin, 1849)
- Cribrarula cribraria[3]
- Cribrarula cumingii (Sowerby I, 1832)
- Cronarula esontropia[4]
- Cribrarula exmouthensis[5]
- Cribrarula fallax (E.A. Smith, 1881)
- Cribrarula garciai (Lorenz & Raines, 2001)[6]
- Cribrarula gaskoini (Reeve, 1846)
- Cribrarula gravida (Moretzsohn, 2002)[7]
- Cribrarula pellisserpentis (Gaskoin, 1849)[8]
- Cribrarula taitae (Burgess, 1993)
- Cribrarula toliaraensis (Bozzetti, 2007)[9] (pesquisa de espécies, são necessárias pesquisas adicionais, incluindo dados moleculares, para confirmar se é uma subespécie válida; é provavelmente um sinônimo de C. cribraria comma)

Espécies trazidas à sinonímia
- Cribrarula gaskoinii (Reeve, 1846): sinônimos de Cribrarula gaskoini (Reeve, 1846)